# 万庚育
万庚育（1922年1月29日—2020年6月24日），湖北黄陂人，中国敦煌艺术学者，敦煌研究院美术研究所研究馆员。

## 生平
1922年农历正月初二生于湖北黄陂的名门家庭。伯父万声扬，武昌起义后曾任湖北军政府顾问。
万庚育曾在重庆读书，1942年考入國立中央大學艺术系油画专业，师从徐悲鸿。1946年8月赴国立北平艺术专科学校任教。1948年与李贞伯举办了简单的婚礼，徐悲鸿为主婚人。1949年中国文联成立后，万庚育和丈夫成为中国美术家协会第一批会员。1954年，万庚育和丈夫经由中央文化部推荐，赴敦煌文物研究所工作。万庚育长期从事敦煌艺术临摹、研究和宣传工作。
1955年，万庚育开始绘制《敦煌莫高窟全景图》，1956年被带到北京展出，并在《人民画报》刊登。文化大革命时期被打为五类分子，受到冲击。改革开放时期继续留在敦煌工作，直到1990年退休。1992年从敦煌移至兰州生活。
2000年6月24日至7月2日，在兰州隍庙大敦煌艺术馆举办了自己的第一次个人画展。她临摹的壁画，从来不卖钱。2017年，获甘肃省第八届敦煌文艺终生成就奖。
2020年6月24日10时在兰州逝世。

## 著作
主要论文
- 《珍贵的历史资料——莫高窟供养人画像题记》
- 《敦煌莫高窟第61窟壁画“佛传”之研究》（载《1983年全国敦煌学术讨论会文集（石窟·艺术篇上）》，甘肃人民出版社，1985年，第86页）
- 《莫高窟·榆林窟的西夏艺术》
- 《敦煌早期壁画中天宫伎乐》
- 《敦煌艺术画库—敦煌壁画（西夏、元）》

百科全书
- 《中国石窟·莫高窟》
- 《中国石窟·安西榆林窟》
- 《中国美术全集·绘画编15·敦煌壁画（下）》

书籍
- . 敦煌艺术丛书. 甘肃人民出版社. 1986年.
- . 上海古籍出版社. 2006年. ISBN 7-5325-4438-9.
- . 中国青年出版社. 2019年. ISBN 978-7-5153-5418-7.